# Radio 21 (Deutschland)

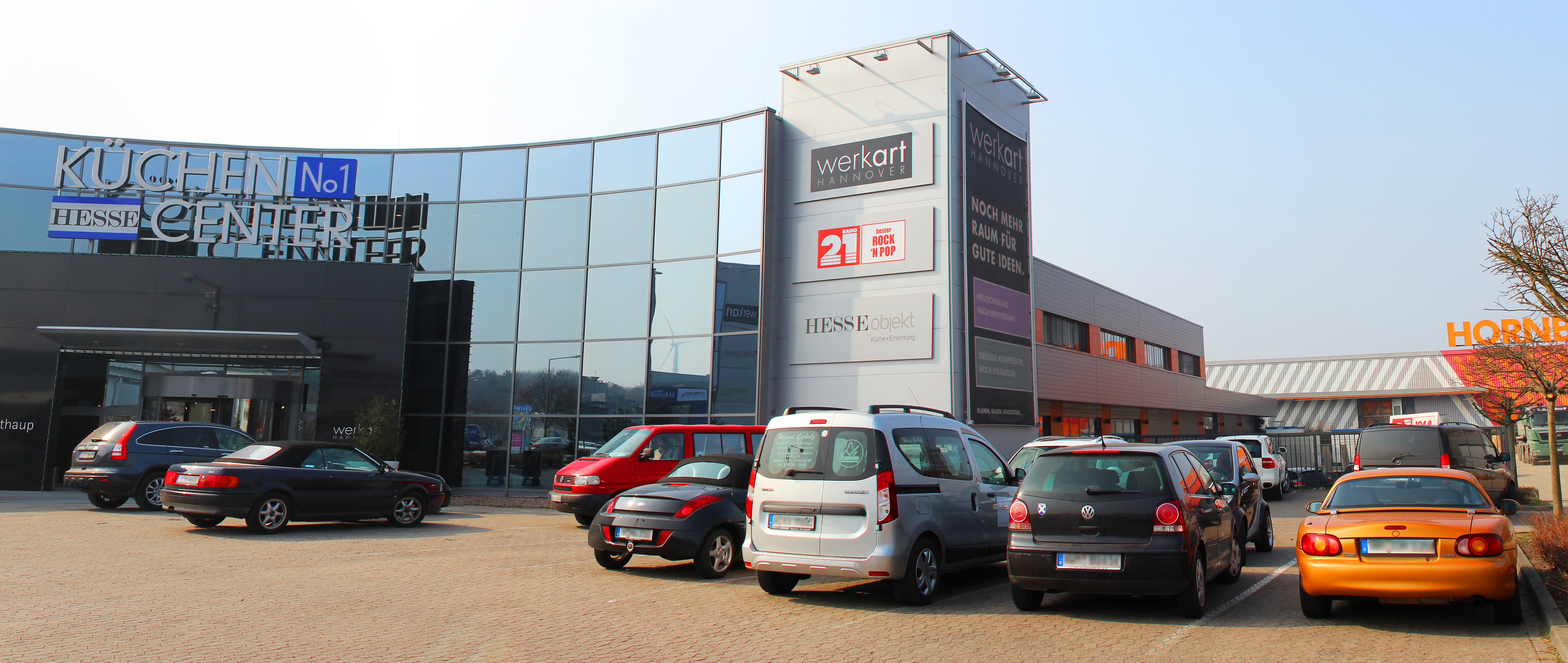
Sitz von Radio 21 seit 2011

Radio 21 (Eigenschreibweise: RADIO 21) ist ein regionaler und privater Hörfunksender mit Sitz in Garbsen in Niedersachsen. 

## Geschichte
Am 31. Mai 2000 um 12:00 Uhr, am Tag vor Beginn der Expo 2000, startete Radio 21 den Sendebetrieb. Nach der Erteilung der Lizenz für die dritte niedersächsische Hörfunkkette Mitte Dezember 1999 war der Sender in Rekordzeit vom Team der ersten Stunde aufgebaut worden. Ende 2011 gab der Sender den alten Standort im Stadtteil Havelse auf und zog in den Stadtteil Berenbostel.

## Programm

Logo bis April 2023

Das Programm wird in Niedersachsen und Bremen auf verschiedenen Frequenzen verbreitet und ist als lokales Programm-Network angelegt. Das bedeutet, dass das Programm stündlich bis zu fünfzehn Mal auseinandergeschaltet wird. So werden regionale Inhalte wie Werbung, Nachrichten und Beiträge je nach Region unterschiedlich ausgestrahlt. Zur Finanzierung der lokalen Programminhalte werden lokale Werbeblöcke gesendet.

## Zielgruppe
In der Altersdefinition besteht die Kern-Zielgruppe aus 30–55-Jährigen.

## Deutsches Städte-Network
Radio 21 ist Teil des Deutschen Städte-Networks, dessen Programm zusammen mit den Partnersendern Rockland Radio und Antenne Sylt in über 30 Ballungsräumen in Niedersachsen, Bremen, Hamburg, Nordrhein-Westfalen und Schleswig-Holstein sowie Rheinland-Pfalz und Teilen Hessens und Baden-Württembergs verbreitet wird. Moderationen und Musik sind synchron. Werbung, lokale und regionale Beiträge sowie der Sendername in Jingles unterscheiden sich voneinander.
In der wöchentlichen Sendung „Menschen der Woche“ sprechen Moderatoren mit Menschen darüber, was sie in den letzten Tagen emotional bewegt hat. Das Format wurde von der Niedersächsische Landesmedienanstalt mit dem Medienpreis 2015 in der Kategorie „Information und Wirtschaft – Hörfunk“ ausgezeichnet.

## Empfang
Das Programm kann seit der Aufschaltung neuer Frequenzen 2012 in weiten Gebieten und vielen Städten von Niedersachsen sowie in Bremen mit eigener Regionalschiene- und Werbung über UKW und Kabel (DVB-C) sowie per Livestream im Internet empfangen werden. Im Bremer/Bremerhavener Raum, Niedersachsen, Nordrhein-Westfalen, Schleswig-Holstein und Hamburg ist das Programm zusätzlich über DAB+ empfangbar. Über eine App für Android und iOS ist Radio 21 auch auf dem Smartphone und Tablet zu empfangen.

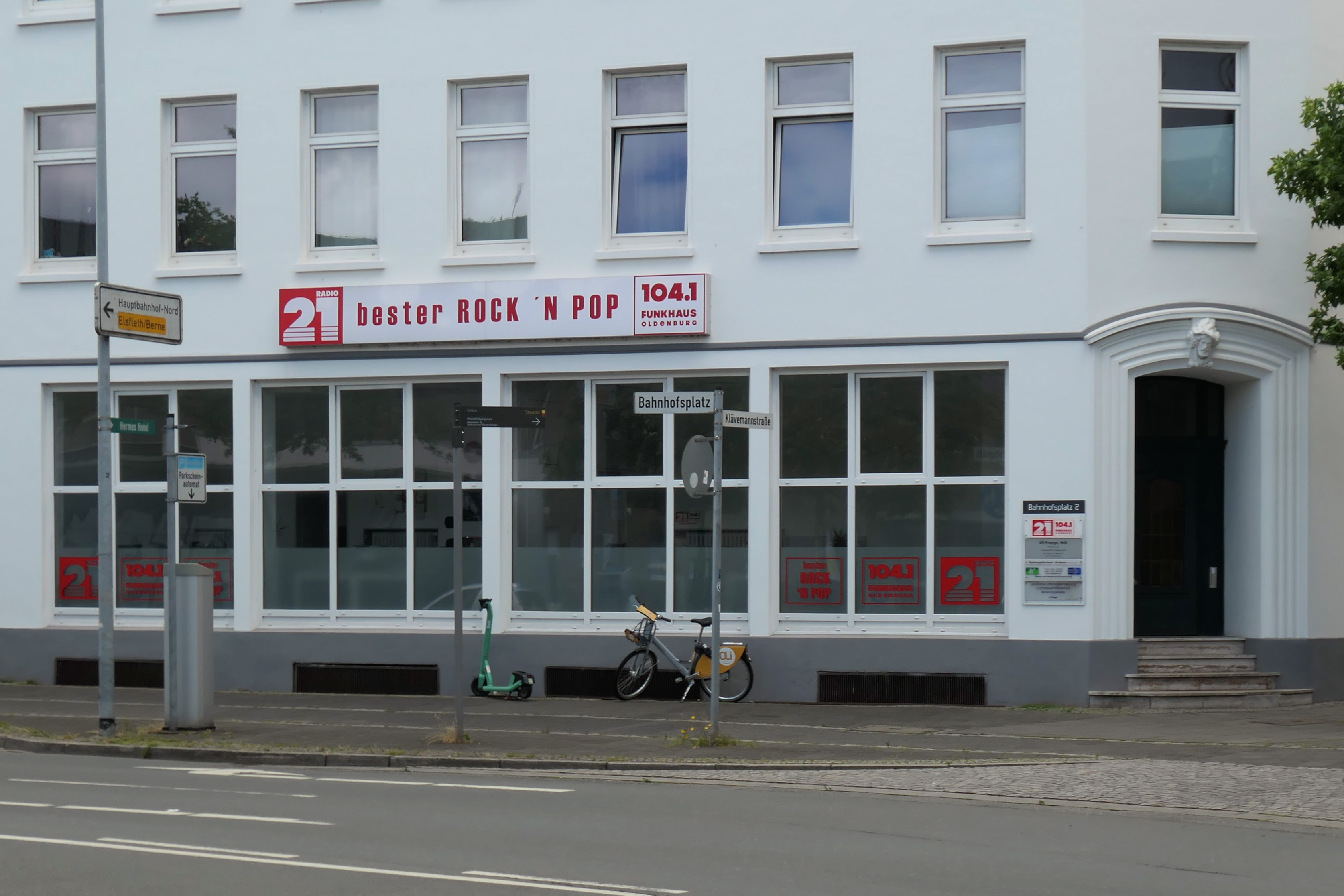
Radio 21, Funkhaus Oldenburg

## Frequenzen
| Aurich        | 100,6 MHz |
| Bad Rehburg   | 89,4 MHz  |
| Barsinghausen | 104,9 MHz |
| Braunschweig  | 104,1 MHz |
| Bremen        | 107,6 MHz |
| Buxtehude     | 106,0 MHz |
| Celle         | 93,5 MHz  |
| Cloppenburg   | 99,3 MHz  |
| Cuxhaven      | 106,6 MHz |
| Göttingen     | 93,4 MHz  |
| Goslar        | 87,7 MHz  |
| Hameln        | 87,6 MHz  |
| Hannover      | 104,9 MHz |
| Helmstedt     | 94,1 MHz  |
| Hildesheim    | 105,8 MHz |
| Holzminden    | 104,0 MHz |
| Leer          | 104,5 MHz |
| Lingen        | 106,9 MHz |
| Lüneburg      | 91,9 MHz  |
| Melle         | 99,3 MHz  |
| Meppen        | 106,9 MHz |
| Minden        | 89,4 MHz  |
| Nordhorn      | 87,8 MHz  |
| Nienburg      | 89,4 MHz  |
| Oldenburg     | 104,1 MHz |
| Osnabrück     | 95,3 MHz  |
| Soltau        | 90,1 MHz  |
| Stade         | 97,3 MHz  |
| Steinkimmen   | 90,4 MHz  |
| Uelzen        | 99,7 MHz  |
| Visselhövede  | 90,1 MHz  |
| Wilhelmshaven | 99,1 MHz  |
| Wolfsburg     | 95,1 MHz  |